# Тим Абдулла-хана
Тим Абдулла́-ха́на, также известный как Торго́вый ку́пол Абдулла́-ха́на — традиционный крытый базар в историческом центре Бухары, в Узбекистане. Построен в XVI веке, а точнее в 1577 году, во время формального правления Искандер-хана из узбекской династии Шейбанидов. Фактическим правителем Бухарского ханства в то время являлся его сын — Абдулла-хан II. Один из нескольких крытых базаров Бухары. Основным отличием Тима Абдулла-хана от остальных крытых базаров города заключается в том, что представляет собой полностью закрытое помещение с воротами. 

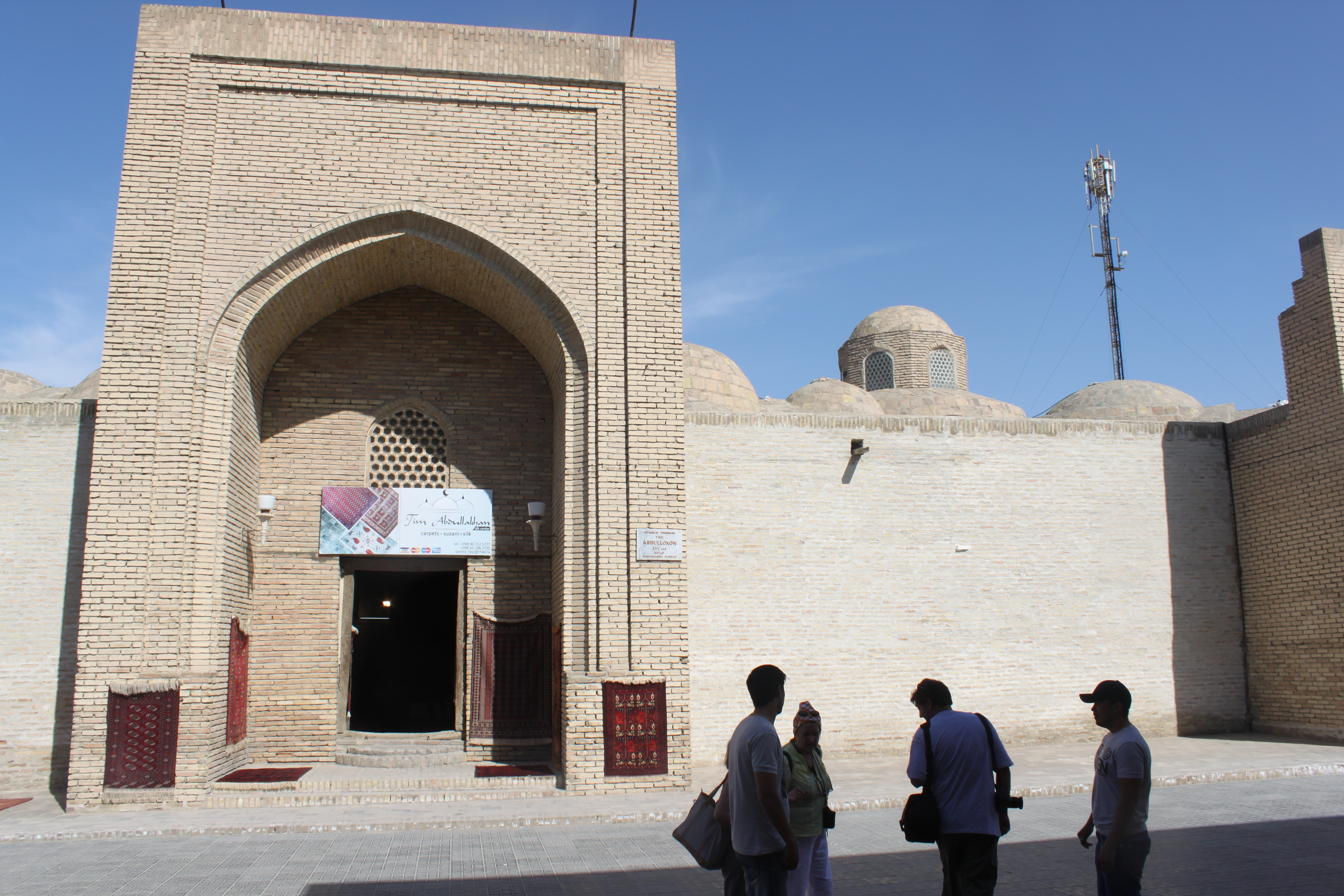

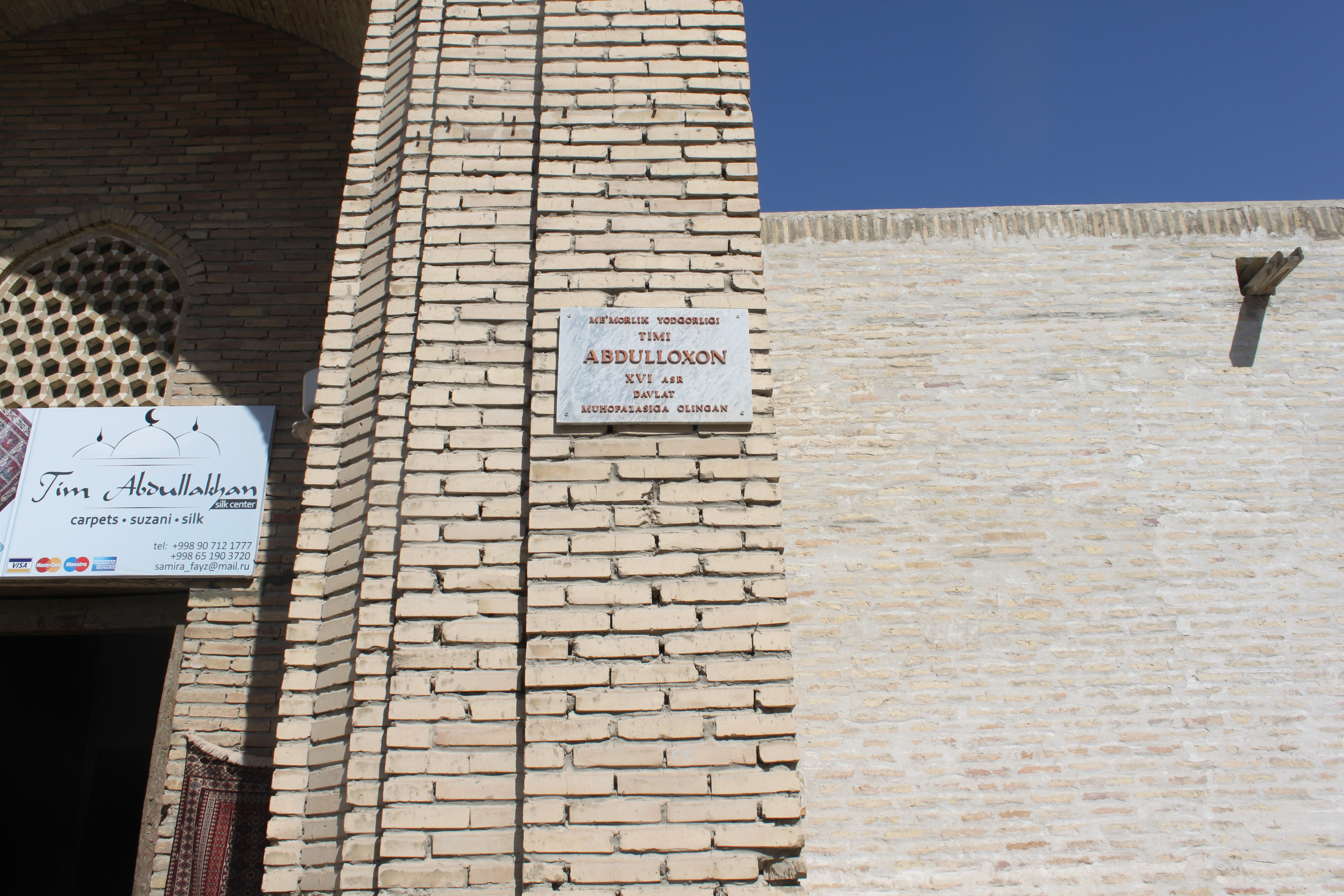

До середины XX века использовался как обычный базар, где продавались повседневные вещи и принадлежности, являясь одним из главных крытых базаров Бухары. Здание крытого базара построено в традиционном персидском стиле, и ничем не отличается от подобных крытых традиционных базаров старинных городов Ирана, таких как Тегеран, Исфахан, Шираз, Тебриз или Мешхед.
Название Тим Абдуллахана происходит от персидского и таджикского языков, и переводится как Закрытое помещение Абдулла-хана. Словом тим на персидском и таджикском языках называют закрытое общественное помещение, и некоторые части каравансарая. В первые несколько веков существования данного базара, в нем в основном продавали ткани (шёлковые, шерстяные, хлопковые, льняные и другие) и бухарские ковры, а также привезенные ковры из соседних государств, таких как Хорезмское ханство, Кокандское ханство, Иран, Афганистан.
Ныне Тим Абдулла-хана является популярной достопримечательностью, внутри которой в основном расположены сувенирные магазины и лавочки, где продаются антиквариат, сувениры, изделия народных ремесленников, такие как посуда, одежда, монеты, украшения, статуэтки, ковры, книги, музыкальные инструменты, картины и т.п. Здание базара находится в историческом центре Бухары, на улице Хакикат, в соседстве с медресе Абдулазиз-хана, в 50 метрах к востоку от ансамбля Пои-Калян.
До наших дней не сохранились внешние украшения и надписи здания. Здание представляет собой четырёхугольник. На верху здания, в центре находится высокий купол диаметром 10 метров. Вокруг большого купола располагаются купола меньших размеров. Имеет один вход с западной стороны здания. Свет во внутрь здания попадает с небольших отверстий на поясе купола.
Вместе с остальными архитектурными, археологическими, религиозными и культурными памятниками Бухары входит в список Всемирного наследия ЮНЕСКО под названием — «Исторический центр Бухары».